# Nattchef
En nattchef är en kvälls- eller nattarbetande arbetsledare på dagstidningar, främst för redigerare, men också reportrar och fotografer. Nattchefen har mycket gemensamt med nyhetschefen, men betoningen ligger på att faktiskt framställa den färdiga tidningen. På större tidningar kan biträdande nattchefer ha ansvar för vissa delar av tidningen, eller på annat sätt assistera nattchefen. 

## Arbetsuppgifter
I nattchefens arbete ingår huvudsakligen att värdera befintligt nyhetsmaterial vid en så kallad överlämning i möte med nyhetschefen. Nattchefen ska även på egen hand värdera nyhetsmaterial som därefter kommer in fram till pressläggningen, också kallat deadline. 
Det praktiska arbetet utförs av redigerarna, som gör tidningssidorna i särskilda layout-program i datorer. Ofta är nattchefen själv redigerare, och denne gör då vanligtvis förstasidor och löpsedlar. På större redaktioner finns särskilda förstasides- och löpsedelsredigerare. Nattchefen har det slutliga praktiska ansvaret att se till att det tryckta nyhetsmaterialet överensstämmer med lagar och regler, även om det formella ansvaret alltid finns hos ansvarig utgivare.